# Luigi Illica

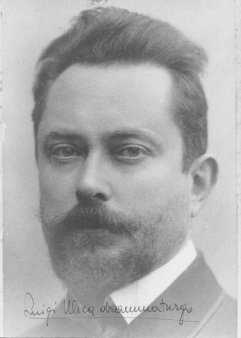
Luigi Illica

Luigi Illica, född 9 maj 1857 i Castell'Arquato nära Piacenza, död 16 december 1919 i Colombarone, var en italiensk librettist.
Hans mest kända libretton är La Bohème, Tosca, Madama Butterfly och Andrea Chénier.